# Divaldo Franco
Divaldo Pereira Franco ComMM (Feira de Santana, 5 de maio de 1927 — Salvador, 13 de maio de 2025) foi um professor, médium, escritor, orador, e filantropo brasileiro, considerado um dos maiores divulgadores da doutrina espírita. Em 1952, fundou, com Nilson de Souza Pereira, a instituição de caridade Mansão do Caminho, que atende diariamente cerca de seis mil pessoas e abriga mais de três mil, centenas delas registradas como filhos do médium. Os direitos autorais de seus mais de 250 livros psicografados, que já venderam mais de oito milhões de exemplares, foram doados em cartório para esta e outras instituições filantrópicas. Foi amplamente reconhecido como conferencista e missionário do espiritismo no Brasil e no exterior, sendo alcunhado "Paulo de Tarso do Espiritismo".

## Primeiros anos
Divaldo cursou a Escola Normal Rural de Feira de Santana, onde recebeu o diploma de Professor Primário em 1943. Trabalhou como escriturário no antigo IPASE, em Salvador, aposentando-se em 1980.
Desde a infância relata comunicar-se com os espíritos. Quando jovem, foi abalado pela morte de um irmão mais velho, o que o deixou sem os movimentos das pernas. Fora conduzido a diversos especialistas na área da Medicina, sem, contudo, lograr qualquer resultado satisfatório. Nessa época uma prima conheceu a Sra. Ana Ribeiro Borges, médium de um centro espírita e a conduziu até a casa do primo Divaldo. A médium ajuda o menino a libertar-se daquele estado de paralisia e explica tratar-se do irmão desencarnado, que se ligara ao irmão. Essa cura trouxe consolações tanto para o enfermo como para toda a família. Divaldo dedicou-se, então, ao estudo do Espiritismo, ao tempo em que foi aprimorando as faculdades mediúnicas, pelo exercício e continuado estudo do Espiritismo.
Transferiu residência para Salvador no ano de 1945, tendo feito concurso para o Instituto de Previdência e Assistência dos Servidores do Estado (IPASE), onde ingressou a 5 de dezembro de 1945, como escriturário. Já espírita convicto, fundou o Centro Espírita Caminho da Redenção (CECR), em 7 de setembro de 1947.
Em A Veneranda Joanna de Ângelis (Salvador: LEAL, 1987), escrito por Divaldo e Celeste Santos, constam biografias do médium baiano e de sua mentora espiritual, Joanna de Ângelis, bem como informações sobre o trabalho educacional e assistencial desenvolvido pela Mansão do Caminho, além de entrevistas com Divaldo e relatos sobre reencarnações de Joanna de Ângelis.

## Atividades como médium psicógrafo
Divaldo apresentou, desde jovem, diversas faculdades mediúnicas, tanto de efeitos físicos quanto de efeitos intelectuais. Destaca-se, dentre elas, no entanto, a psicografia. Inicialmente, diversas mensagens foram escritas pelo seu intermédio, sob a orientação dos benfeitores espirituais, até que um dia, ele recebeu a recomendação para que fosse queimado o que escrevera até ali, pois não passavam de simples exercícios.
Com a continuação, vieram novas mensagens assinadas por diversos espíritos, dentre eles, Joanna de Ângelis, que durante muito tempo apresentava-se como "Um espírito amigo", ocultando-se no anonimato, à espera do instante oportuno para se fazer conhecida. Joanna revelou-se como sua orientadora espiritual, escrevendo inúmeras mensagens, num estilo agradável, repassado de profunda sabedoria e infinito amor, que conforta aos mais diversos leitores e necessitados de diretriz espiritual.
Em 1964, Joanna de Ângelis selecionou várias das mensagens de sua autoria e enfeixou-as num livro, que recebeu o sugestivo título de Messe de Amor. Foi o primeiro livro que o médium publicou. Logo em seguida, Rabindranath Tagore ditou Filigranas de Luz. O que se seguiu constitui-se hoje em um verdadeiro fenômeno editorial, pois, em 31 anos de atividade como médium, teve publicados 240 títulos, totalizando mais de quatro milhões e quinhentos mil exemplares, muitos deles ocupando lugar de destaque na literatura, no pensamento e na religiosidade universal. Dessas obras, houve 80 versões para 15 idiomas (alemão, castelhano, esperanto, francês, italiano, polonês, tcheco, braille e outros). Os livros englobam uma grande variedade de estudos literários em prosas, romances e narrações, abrangendo temas filosóficos, doutrinários, históricos, infantis, psicológicos e psiquiátricos.
Nessas obras psicografadas, apresentam-se 211 alegados autores espirituais, além de Joanna de Ângelis, entre eles, Manoel Philomeno de Miranda, Victor Hugo, Amélia Rodrigues, Ignotus, Vianna de Carvalho, Carlos Torres Pastorino, Bezerra de Menezes, Rabindranath Tagore, João Cléofas, Eros e Simbá.

### Psicografias de Joanna de Ângelis
Por meio das obras de Joanna de Ângelis, Divaldo pôde alcançar o reconhecimento não apenas entre os religiosos e espiritualistas, mas também em outras linhas de conhecimento, como a psicologia e a parapsicologia. Isso se deu principalmente em função dos livros publicados na Série Psicológica, onde tratou dos malefícios das fugas da realidade e enfatizou a importância do autoconhecimento e autoenfrentamento.
A Série Psicológica foi escrita à luz dos pensamentos de Allan Kardec e de pesquisadores da psiquê humana, a exemplo de Carl Jung. Na referida série se encontram duas obras voltadas à psicologia transpessoal: Autodescobrimento (1995) e Triunfo Pessoal (2002).
A maioria das obras escritas por Divaldo Franco sob o comando de Joanna de Ângelis almeja incentivar o autodescobrimento e facilitar a aplicação no dia a dia dos ensinamentos morais de amor fraterno contidos nos Evangelhos e na Doutrina Espírita, incentivando o leitor a enfrentar as dificuldades cotidianas de modo mais prático e otimista.
Grande parte das obras ditadas a Divaldo por Joanna de Ângelis foi publicada pela Editora LEAL, de Salvador, como, por exemplo, o de título Conflitos Existenciais (LEAL, 2005), obra que analisa os principais conflitos do ser humano, as suas causas, origens e formas de terapia - inclusive, estuda as tentativas atuais de se preencherem os vazios existenciais, a exemplo de relacionamentos efêmeros por meio da Internet.

## Atividades como Orador

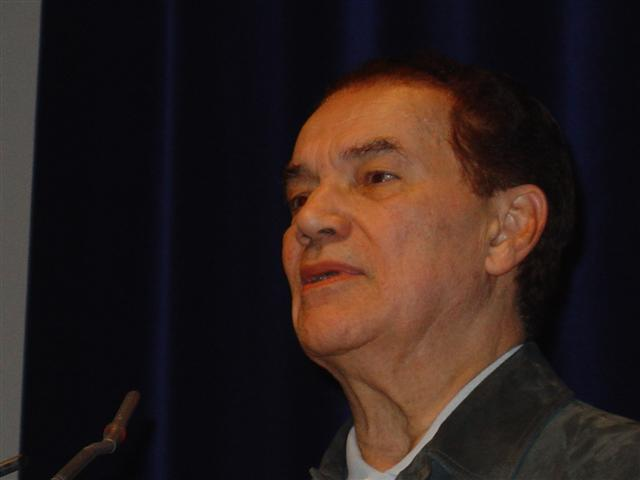
Divaldo numa palestra em Porto Alegre, em 2006

Como orador, Divaldo começou a fazer palestras em 1947, difundindo a Doutrina Espírita e hoje apresenta uma histórica e recordista trajetória no Brasil e no exterior, sempre atraindo multidões, com sua palavra inspirada e esclarecedora, acerca de diferentes temas sobre os problemas humanos e espirituais. Há vários anos, viaja em média 230 dias por ano, realizando palestras e também seminários no Brasil e no mundo. Em um levantamento preliminar:
Mais de 11 mil conferências proferidas no Brasil e no exterior, percorrendo mais de 62 países.
- América: esteve em 18 países, em mais de 119 cidades, onde realizou mais de 10 000 palestras, concedeu mais de 180 entrevistas de rádio e TV para cerca de 113 emissoras, inclusive por 3 vezes na Voz da América, a maior cadeia de rádio do continente. Recebeu cerca de 50 homenagens de vários países, destacando-se o honorífico título de Doutor Honoris Causa em Humanidades, concedido pela Universidade de Concórdia em Montreal, no Canadá, em 1991. Por 3 vezes fez palestras na ONU, no departamento de Washington e fez conferências em mais de 12 universidades do continente.

- Europa: esteve em mais de 20 países, em mais de 80 cidades, onde realizou mais de 500 palestras, concedeu mais de 50 entrevistas de rádio e TV para cerca de 40 emissoras, tendo recebido homenagens de vários países; fez conferência em cerca de 10 universidades europeias e, por 2 vezes, na ONU, departamento de Viena.

- África: esteve em mais de 5 países, em 25 cidades, realizando 150 palestras, concedeu mais de 12 entrevistas de rádio e TV, em 11 emissoras; recebeu 4 homenagens.

- Ásia: esteve em mais de 5 países, em 10 cidades, realizando mais de 12 palestras.

Em 31 de agosto de 2000, a convite da ONU, participou do Primeiro Encontro Mundial da Paz, reunião de cúpula com líderes religiosos de expressão internacional para se discutir e formular proposta de paz.

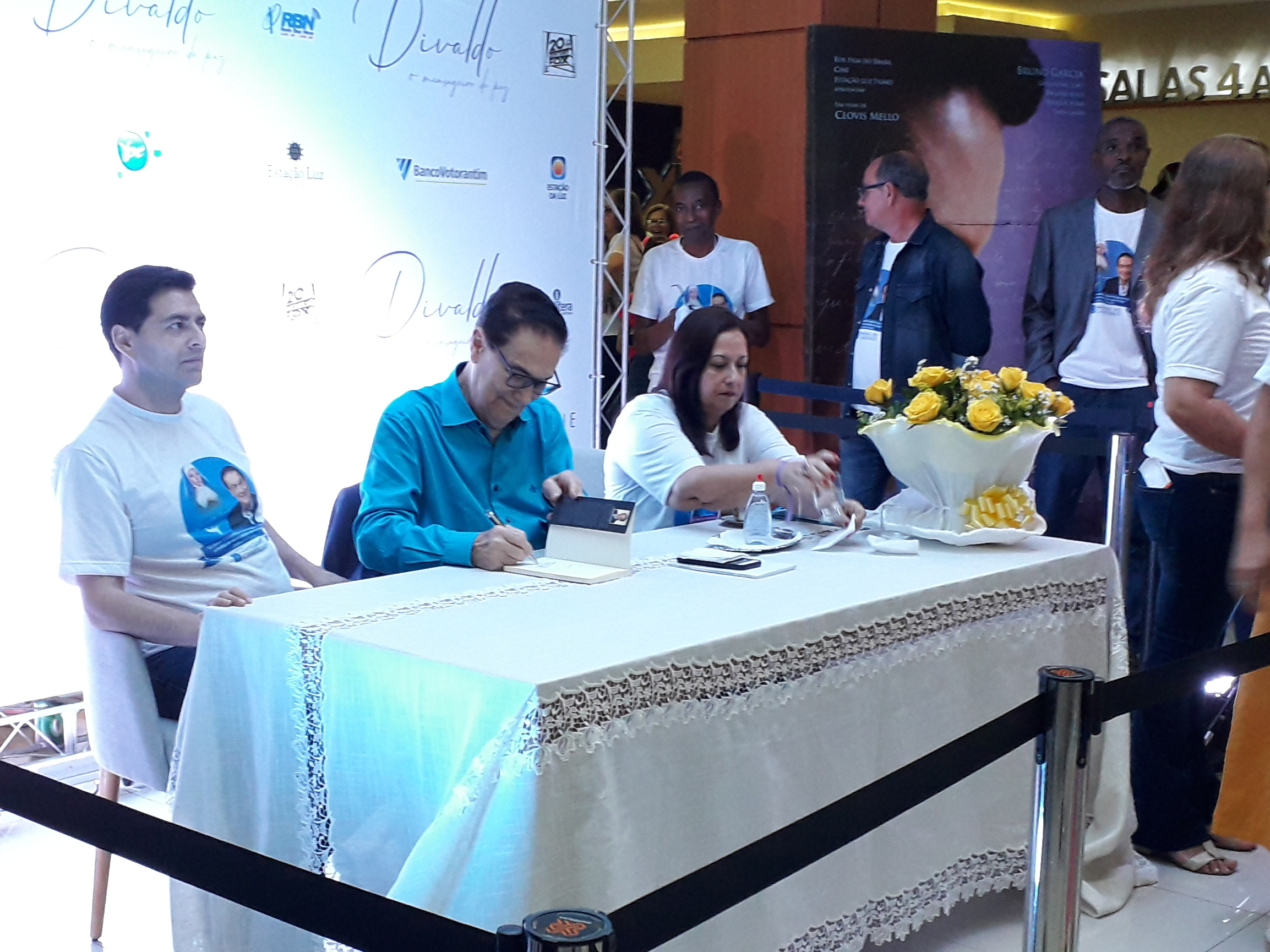
Estreia do filme Divaldo - O Mensageiro da Paz em Salvador, em 2019

É considerado um dos maiores divulgadores do espiritismo no Brasil e no exterior. Na península ibérica se destacou pela assistência ao movimento espírita português e espanhol durante a ditadura fascista de ambos os países.
Suas palestras promovem o pacifismo, estabelecem pontos de convergência entre a doutrina espírita e a ciência (principalmente a psicologia) e incentivam a busca constante pelo autoconhecimento, ancorada em conhecimentos sobre psicologia e doutrina espírita.
Divaldo também pregava sobre experiências extracorpóreas durante o sono, quando o espírito viaja para outras dimensões e quando retorna, imprime nos neurônios cerebrais suas lembranças.
Recentemente (2006-2007), estreou no site da Mansão do Caminho o programa de entrevistas Encontro com Divaldo.

## Mansão do Caminho
Divaldo, desde jovem, teve vontade de cuidar de crianças. Educou mais de 600 filhos, hoje emancipados, a maioria com família constituída e a própria profissão, como professores (magistério), contadores, administradores, psicólogos, médicos, entre outros. Divaldo possui ainda mais de 200 netos e bisnetos. Na década de 60 iniciou-se a construção de escolas-oficinas profissionalizantes e de atendimento médico. Hoje a Mansão do Caminho é um admirável complexo filantrópico que atende a 3 000 crianças e jovens carentes, na Rua Jayme Vieira Lima, 104 – Pau da Lima, um dos bairros periféricos mais carentes de Salvador; tem 83 000 m² e 43 edificações. A obra é basicamente mantida com a venda de livros mediúnicos, fitas e DVDs gravados nas palestras.
O Centro Espírita Caminho da Redenção administra, dentre outros órgãos assistenciais:
- Mansão do Caminho (semi-internato para crianças e jovens carentes), fundada em 15 de agosto de 1952;
- A Manjedoura (creche para crianças carentes de 2 meses a 3 anos);
- Escola Jesus Cristo (ensino fundamental), fundada em março de 1950;
- Escola Allan Kardec (ensino fundamental), fundada em 1965;
- Escola de Informática;
- Escola de Educação Infantil Alvorada Nova, fundada em fevereiro de 1971 com o nome de Esperança;
- Escola de Evangelização Nise Moacyr (evangelização espírita para público infantil);
- Juventude Espírita Nina Arueira (evangelização e ensino espírita para o público jovem);
- Caravana Auta de Souza (auxilia idosos e pessoas inválidas portadoras de doenças irrecuperáveis e degenerativas); Casa da Cordialidade (assiste famílias carentes);
- Centro de Saúde J. Carneiro de Campos;
- Grupo Lygia Banhos (esclarecimento e consolo a comunidades carentes);
- Livraria Espírita Alvorada Editora (LEAL - editora e gráfica).

## Títulos e prêmios

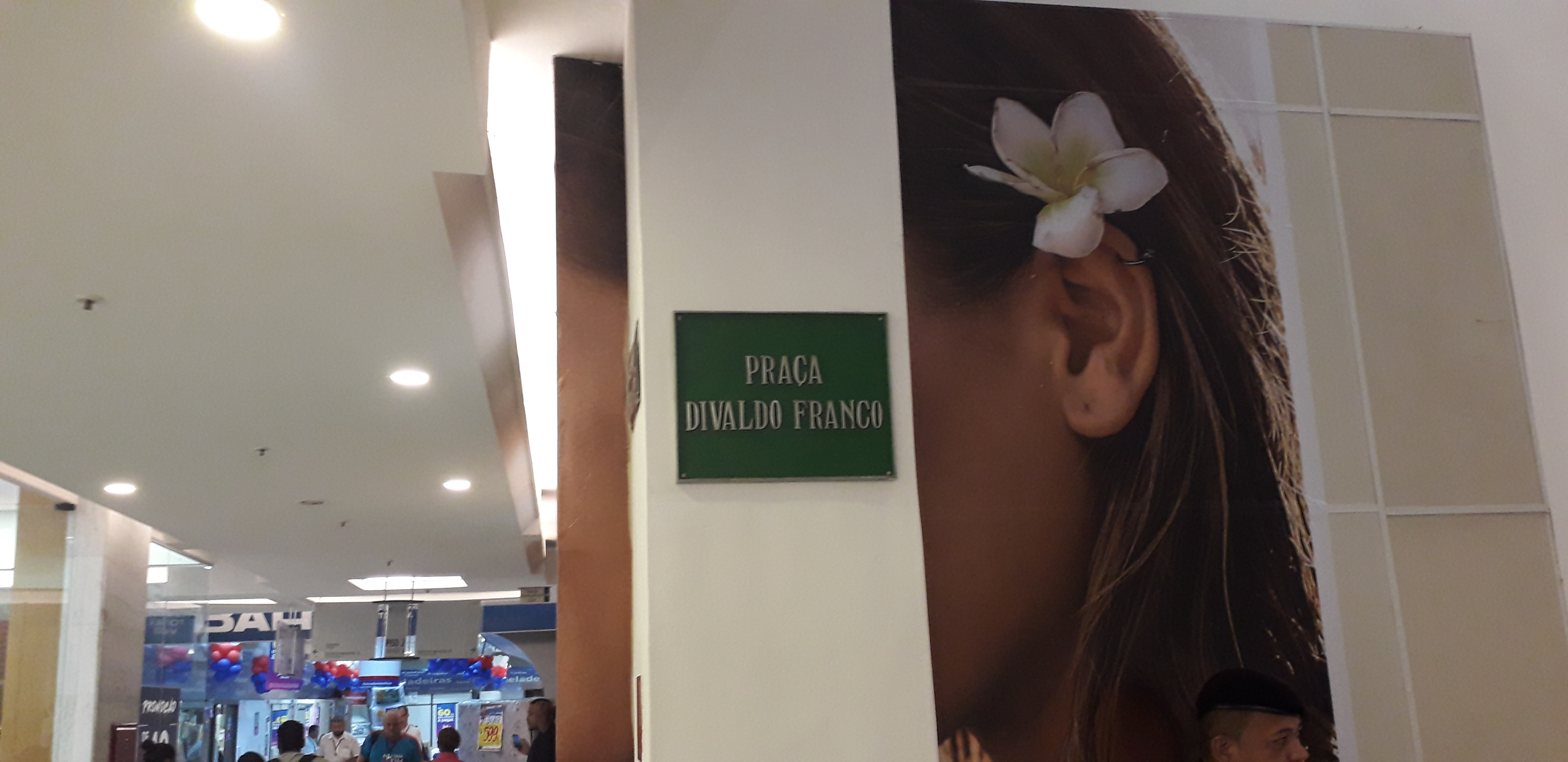
Espaço designado em honra a Divaldo Franco no Shopping da Bahia

Divaldo tem recebido inúmeras homenagens ao longo de sua vida. Destacam-se, entre estas:
- Doctor Honoris Causa em Humanidades pela Universidade de Montreal (Canadá)
- Doctor Honoris Causa pela Universidade Federal da Bahia (Brasil)
- Doctor in Parapsychology pela ITI - University of Illinois (Illinois, EUA)
- Ordem do Mérito Militar — admitido como Cavaleiro em 1997 pelo presidente Fernando Henrique Cardoso e promovido a Comendador em 2020 pelo general Fernando Azevedo e Silva[10][1]
- Diploma de Ordem do Mérito Militar-distinção federal (Brasil)
- Comenda da Paz Chico Xavier, pelo Governo de Minas Gerais (Brasil)
- Medaille de Reconnaisance Franco-Americaine-Classe Especial (Instituto Humaniste, França)
- Medalha da Câmara Municipal de Leiria (Portugal)
- Medalha do Município de Lobito (Angola)
- Mais de 80 títulos de cidadania honorária conferidos por Estados e Municípios do Brasil (16 Capitais)
- 590 homenagens de entidades da sociedade civil organizada (148 de 64 cidades do Exterior, de 20 países, e 442 do Brasil, de 139 cidades)
- Foi concedido a Divaldo Franco e a Nilson de Souza Pereira o Título de "Embaixador da Paz no Mundo". Título concedido pela "Embassade Universalle Pour la Paix" em Genebra, na Suíça, em 30 de dezembro de 2005, passando Divaldo Franco a ser, a partir de então, o duocentésimo-quinto "Embaixador da Paz no Mundo" e Nilson de Souza Pereira, o duocentésimo-sexto.
- Doutor Honoris Causa em Humanidades, no ano de 2016, pela Universidade Santa Cecília (Brasil).

## Controvérsia sobre identidade de gênero
Em fevereiro de 2018, durante um evento espírita em Goiás, Divaldo causou polêmica ao responder a uma pergunta sobre identidade de gênero. Em sua resposta identificou-se contrário à ideologia de gênero, que chamou de "momento de alucinação psicológica da sociedade [...] O sexo é livre, mas ele não tem liberdade de indignificar a sociedade. Podemos sim exercê-lo, pois o sexo é função do corpo e da alma, mas com respeito e a presença do amor.", defendendo que as crianças deveriam ser protegidas da exposição precoce aos temas de sexualidade, uma vez que elas não possuem o senso crítico desenvolvido, como nos adultos, e que a sociedade e a política deveriam ter maior responsabilidade social com o futuro psicológico e moral da sociedade. Além disso, defendeu que o Espiritismo é uma doutrina que defende a ciência, a ética e a liberdade, dando espaço para as opiniões acerca do que está moralmente correto na sociedade e do que está moralmente incorreto. A resposta foi rechaçada por parte dos praticantes do espiritismo devido ao seu conteúdo caracterizado por seus opositores como "homofóbico" e "conservador".
Uma parte considerável de lideranças e estudiosos espíritas defenderam o conferencista espírita, declarando que, um homem com sua folha de serviços prestados à causa do Bem, da Paz e do Espiritismo tem o direito de se expressar como bem desejar, sem que isto caracterize a visão exclusiva da doutrina dos espíritos.

## Morte
Divaldo Franco morreu no dia 13 de maio de 2025, às 21h45, na Mansão do Caminho em Salvador, aos 98 anos, por falência múltipla dos órgãos. Ele já vinha enfrentando um câncer na bexiga, desde novembro de 2024.

### Repercussão
A morte de Divaldo Franco gerou ampla repercussão nacional. Diversas autoridades políticas e artistas prestaram suas homenagens. A Ministra da Cultura, Margareth Menezes, lamentou a morte em suas redes sociais:

"Amanhecemos com a triste notícia da passagem do querido Divaldo Franco. Uma vida inteira dedica ao próximo. Uma sabedoria que foi compartilhada de diferentes maneiras e que construiu um legado forte que seguirá pela eternidade. Obrigada Divaldo pelos ensinamentos e pelas palavras de fé. Seu trabalho com a @mansaodocaminho e sua trajetória seguirão sendo uma inspiração para nós."
O governador da Bahia, Jerônimo Rodrigues, também lamentou a morte do líder religioso:

"Filho de Feira de Santana, Divaldo Franco levou a luz da nossa Bahia ao mundo e deixou um legado único no espiritismo. Sua partida se soma à recente despedida do Papa Francisco e de Pepe Mujica - líderes com trajetórias marcadas pelo amor, respeito e cuidado ao próximo.", escreveu no X
Por meio de nota, o prefeito de Salvador, Bruno Reis, afirmou:

"Recebo com profundo pesar a notícia do falecimento de Divaldo Franco, um dos maiores líderes espirituais do Brasil e um exemplo de dedicação à caridade, à paz e à promoção da dignidade humana. Sua partida deixa uma lacuna irreparável, mas seu legado de amor e serviço ao próximo permanecerá vivo por gerações."
O ex-prefeito de Salvador, ACM Neto, também prestou uma homenagem:

"Lamento muito a morte de Divaldo Franco, um dos maiores líderes religiosos do Brasil. Carismático e atencioso com todos, Divaldo Franco sempre foi um defensor intransigente da paz, do respeito, da tolerância e da convivência harmoniosa entre todos os seres humanos."
Através das redes sociais, a cantora Ivete Sangalo exaltou sua trajetória de vida:

"Sua vida dedicada a abrigar, acolher e transformar tantos sem medir quaisquer esforços, sempre com doçura, sabedoria, resiliência e propósito, servirá de exemplo aqueles que assim como vc entendem a mensagem da caridade. Que honra estar nessa existência gozando da sua luz e sabedoria. Obrigada por sua linda caminhada, por todas as palavras de afeto e força."
Carlinhos Brown publicou uma foto com o médium e escreveu um texto para homenageá-lo:

"Para sempre, Divaldo. Ele, que já escutava entre os céus e a terra aqueles que buscavam se comunicar, para ditar em nós melhoramentos e correções precisas, para nos aproximar de Deus, da paz — agora mais do que nunca. Podemos recorrê-lo, chamar por ele. Ele nos escuta, em todo o afeto na sua volta para o feto."
O plenário do Senado Federal fez um minuto de silêncio em homenagem à Divaldo Franco. A presidente da Assembleia Legislativa da Bahia decretou três dias de luto oficial, assim como o prefeito do município de Feira de Santana, cidade natal do médium. As assembleias legislativas do Amazonas e do Ceará, assim como as câmaras de vereadores de Salvador e de Feira de Santana também prestaram homenagens.
O Esporte Clube Bahia publicou uma nota de pesar em seu site e suas redes sociais.

### Velório e sepultamento
Um velório aberto ao público ocorreu no dia 14 de maio, no ginásio da Mansão do Caminho. Durante a cerimônia, o caixão permaneceu fechado, a pedido de Divaldo Franco.
Seu corpo foi sepultado no Cemitério Bosque da Paz, em Salvador, na manhã do dia 15 de maio, com a presença de aproximadamente 500 pessoas. O presidente da Federação Espírita Brasileira, Jorge Godinho, fez uma declaração antes do corpo ser enterrado.